# Jan I van Beieren-Schagen

Wapen van van Beieren-Schagen

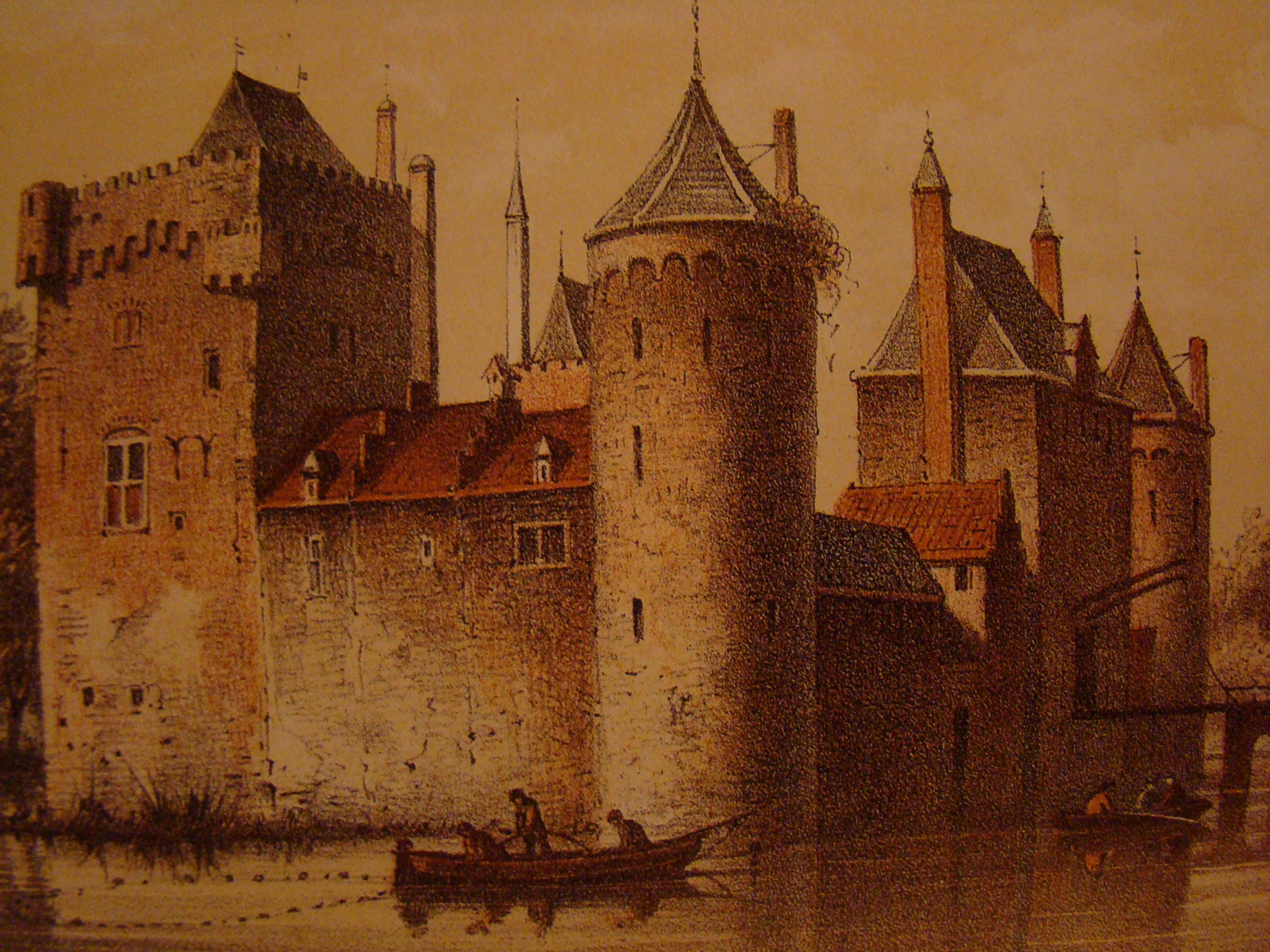
Kasteel Schagen

Jan I van Beieren-Schagen. (13 juli 1450 - 22 december 1518) Hij was de zoon van Willem de Bastaard van Holland en Johanna van Avesnes.
Hij bewoonde het huis van Schagen
den Herrn van Schagen: Albrecht, Jan ende Wilhelm van Schagen, Brüder werden door de hertogelijke bode Herper Hugensz, tijdens diens zesdaagse reis door Holland, uitgenodigd om op 18 augustus 1468 bij de Hertog in Den Haag te verschijnen
nach 's-Gravenhage am 1468 Aug. 18 einzuladen mit geschlossenen Briefen des Rats von Holland inhoudende hoe dat mijn genadige here himluyden gescreven ende ernstlic bevolen heejt him ende die andere van den ridderscip sijnrer lande van Hollant te vergaderen ende himluyden zekere saken van zijnre wegen up te doene, sijnre genaden grotelic angaende, roerende alsoe wel tstuc van der antwoirde lest bij den selven ridderscip gegeven uptie bede ende begeene, die mijn voirn genedige here onlancx in den selven lande wesende tot sijnre blijde incomstgeeyscht hadde, als anders angaende sijne tegenwoirdige oirloge ende wapeninge om te wederstane den coninc van Vrancrijc.
Bedoeld wordt: Lodewijk XI van Frankrijk die genoemd werd le plus terrible roi qui fut jamais en France, de ergste koning die Frankrijk ooit gekend heeft.
Jan trouwde op 11 augustus 1480 met Aven Jansdr van Berkenrode (Eva van Berckenrode) (ca. 1455 - ) en had met haar minimaal twee zonen:
- Jan II van Beieren-Schagen (overleden 1542)
- Gerrit van Beieren-Schagen (1485-1518) baljuw van Texel trouwde met Margaretha van Zuylen van Nijevelt[2].
  - Wilhelmina van Beijeren-Schagen trouwde met Gerrit van Zuylen van Nyevelt heer van Heilo[3].
  - Jan van Beijeren-Schagen (-11 februari 1524)

In 1482 beleent Johan van Schagen, heer tot Schagen, enz., aan Cornelis Corneliszoon opten Blockhuys een stuk rietland, gelegen in de ban van Oude Nyedorp, genaamd het Valckebosch